# Knooppunt Ewijk
Het Knooppunt Ewijk is een knooppunt in de Nederlandse provincie Gelderland.
Op dit klaverturbineknooppunt ten zuidwesten van het dorp Ewijk sluiten de A73 vanuit Venlo en de autoweg N322 vanuit Druten aan op de A50.
Het knooppunt was oorspronkelijk een klaverbladknooppunt en werd geopend in 1976. Maar vanwege de te hoge verkeersdruk en om het aantal weefvakken te verminderen en daarmee het knooppunt te ontlasten werd een aantal jaar later de klaverbladlus vanuit Nijmegen richting 's-Hertogenbosch afgesloten. Na de ombouw tot klaverturbine is deze lus weer heropend.
Tegelijkertijd met de verbreding van de A50 is de oude klaverbladlus richting het zuiden herbouwd en de lus vanuit het noorden richting Nijmegen vervangen door een turbineboog waarop verkeer vanuit Druten invoegt. Het vernieuwde knooppunt werd op 20 februari 2013 heropend. Tot die datum werd de verkeersstroom Nijmegen – Oss/'s-Hertogenbosch/Eindhoven via de A326 geleid.

## Richtingen knooppunt
| Aansluitende wegen                         | Aansluitende wegen | Aansluitende wegen | Aansluitende wegen | Aansluitende wegen                         |
| ------------------------------------------ | ------------------ | ------------------ | ------------------ | ------------------------------------------ |
| richting Druten / Zaltbommel / Nieuwendijk |                    |                    |                    | richting Arnhem / Zwolle / Emmeloord       |
|                                            |                    |                    |                    |                                            |
|                                            |                    |                    |                    |                                            |
|                                            |                    |                    |                    |                                            |
| richting Uden / Veghel / Eindhoven         |                    |                    |                    | richting Nijmegen / Cuijk / Venray / Venlo |

Almere · Amstel · Arnestein · Assen · Azelo · Badhoevedorp · Bankhoef · Batadorp · Beekbergen · Benelux · Beverwijk · Bodegraven ·  Boterdiep ·  Buren · Burgerveen · Coenplein · De Baars · De Hoek · De Hogt · De Nieuwe Meer · De Poel · De Punt · De Stok · Deil · Diemen · Drachten · Drie Klauwen · Eemnes · Ekkersweijer · Emmeloord · Empel · Euvelgunne · Everdingen · Ewijk · Galder · Gooimeer · Gorinchem · Gouwe · Grijsoord · Hattemerbroek · Heerenveen · Hellegatsplein · Het Vonderen · Hintham · Hoevelaken · Hofvliet · Holendrecht · Holsloot · Hoogeveen · Hooipolder · IJmuiden (niet officieel) · Joure · Julianaplein · Kerensheide · Kethelplein · Klaverpolder · Kleinpolderplein · Kooimeer · Kruisdonk · Kunderberg · Lankhorst · Leenderheide · Lunetten · Maanderbroek · Markiezaat · Muiderberg · Neerbosch · Noordhoek · Ommedijk · Oud-Dijk · Oudenrijn · Paalgraven · Princeville · Prins Clausplein · Raasdorp ·  Reitdiep ·  Ressen · Ridderkerk · Rijkevoort · Rijnsweerd · Rottepolderplein · Rozenburg · Sabina · Sint-Annabosch · Stelleplas · Slufter · Ten Esschen · Terbregseplein · Tiglia · Vaanplein · Valburg · Velperbroek · Velsen · Vlaardingen · Vught · Waterberg · Watergraafsmeer · Werpsterhoek · Westerlee · Ypenburg · Zaandam · Zaarderheiken · Zonzeel · Zoomland · Zuidbroek · Zurich

Geplande knooppunten:
De Liemers · Zestienhoven

Voormalige knooppunten:
Bocholtz · Ekkersrijt · Europaplein (Groningen) · Europaplein (Maastricht) · Lindenholt